# Rozengracht 10 (Harlingen)
Het voormalige pakhuis aan de Rozengracht 10 is een monumentaal pand in de stad Harlingen in de Nederlandse provincie Friesland.

## Geschiedenis
Het pakhuis ligt nabij de Kleine Sluis van Harlingen. Het pakhuis met een zadeldak tussen tuitgevels dateert uit de 18e eeuw. In het midden van het pand bevinden zich op de verdiepingen drie hijsluiken, recht boven elkaar. Ter weerszijden van de luiken zijn op de eerste en op de tweede verdieping halfronde openingen aangebracht, die voorzien zijn van glas. Op de derde verdieping zijn nog slechts de contouren van deze openingen te zien. Boven in de puntgevel bevindt zich een rond venster.
Het pand is erkend als een rijksmonument. In 1989 werd het pand gekocht door de Hein Buisman Stichting, die het pakhuis in datzelfde jaar tot een woonhuis liet restaureren. In 1999 werd door de oud-officier van justitie Jan Valk een kunstgalerie in het pand gevestigd. De naam DE VALK is met witte letters op het bovenste hijsluik aangebracht.

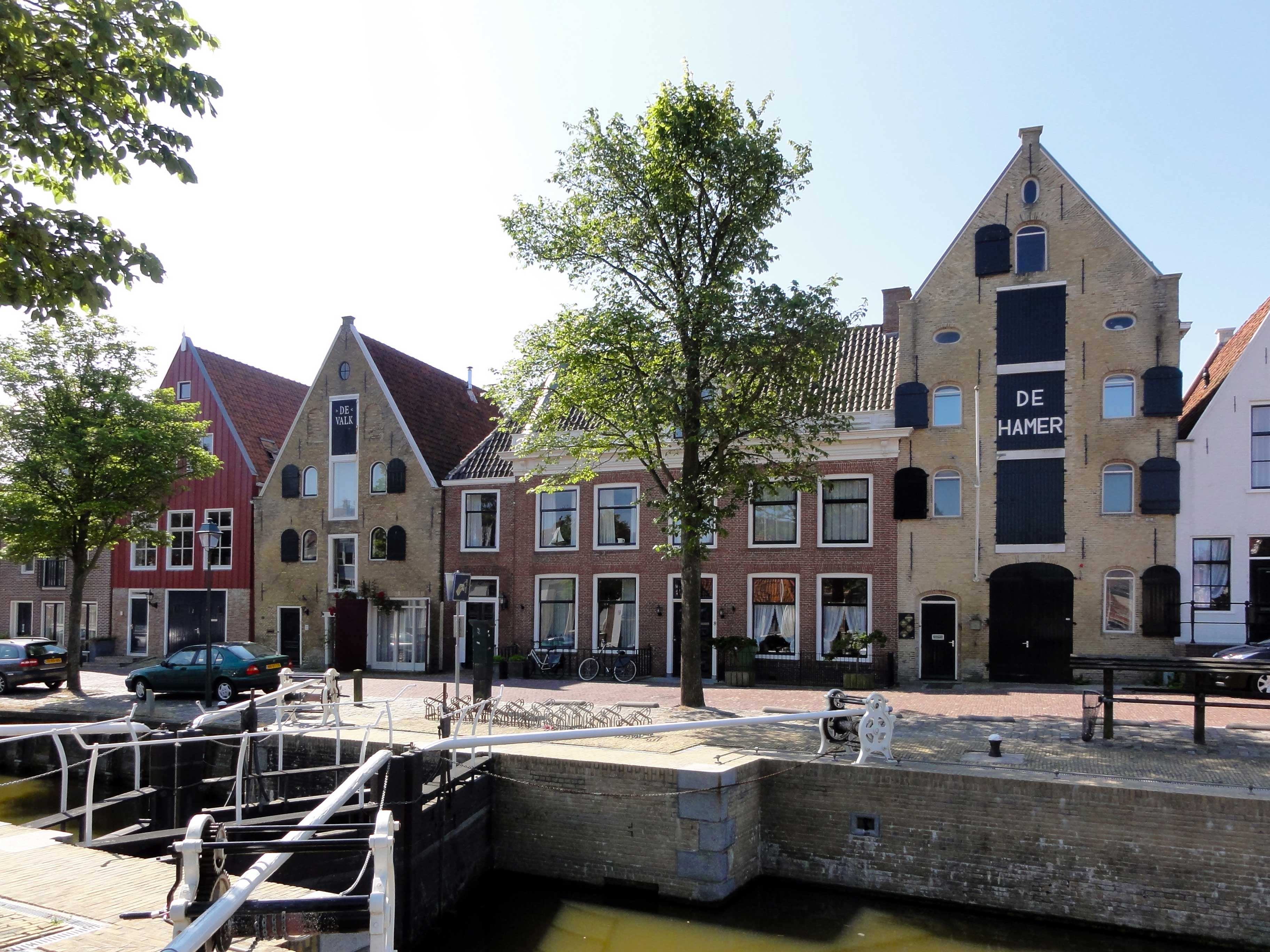
De Rozengracht met sluis en met aan de linkerzijde "De Valk"